# East Rockingham
East Rockingham es un lugar designado por el censo ubicado en el condado de Richmond en el estado estadounidense de Carolina del Norte. Es sede del condado de Richmond. La localidad en el año 2000, tenía una población de 3.885 habitantes en una superficie de 8,9 km², con una densidad poblacional de 437,4 personas por km².

## Geografía
East Rockingham se encuentra ubicado en las coordenadas 34°54′58″N 79°45′51″O / 34.91611, -79.76417. Según la Oficina del Censo, la localidad tiene un área total de 8,9 km² (3,4 mi²), de la cual 8,9 km² (3,4 mi²) es tierra y 0,1 km² (0 mi²) (0.58%) es agua.

### Localidades adyacentes
El siguiente diagrama muestra a las localidades en un radio de 24 kilómetros (14,9 mi) de East Rockingham.

## Demografía
En el 2000 la renta per cápita promedia del hogar era de $22.263, y el ingreso promedio para una familia era de $26.827. El ingreso per cápita para la localidad era de $12.132. En 2000 los hombres tenían un ingreso per cápita de $26.050 contra $18.608 para las mujeres. Alrededor del 26.90% de la población estaba bajo el umbral de pobreza nacional.